# Phú Lương, Đông Hưng
Phú Lương là một xã thuộc huyện Đông Hưng, tỉnh Thái Bình, Việt Nam.

## Diện tích và dân số
Xã Phú Lương có diện tích 4,80 km². Theo Tổng điều tra dân số năm 2018, xã Phú Lương có số dân 8.425 người.

## Địa giới hành chính
Xã Phú Lương nằm ở phía bắc của huyện Đông Hưng, bên bờ bắc sông Tiên Hưng. 
- Phía đông giáp xã Liên Giang;
- Phía nam giáp các xã Nguyên Xá và Phong Châu;
- Phía tây giáp xã Mê Linh;
- Phía bắc giáp các xã An Châu và Đô Lương.

1. 1 2 3  Quyết định số 19/2006/QĐ-BTNMT ngày 01/12/2006 của Bộ trưởng Bộ Tài nguyên và Môi trường về việc ban hành Danh mục địa danh các đơn vị hành chính Việt Nam thể hiện trên bản đồ
2. ↑  Tổng cục Thống kê